# Lilium souliei
Lilium souliei är en liljeväxtart som först beskrevs av Adrien René Franchet, och fick sitt nu gällande namn av Joseph Robert Sealy. Lilium souliei ingår i släktet liljor, och familjen liljeväxter. Inga underarter finns listade.

## Bildgalleri

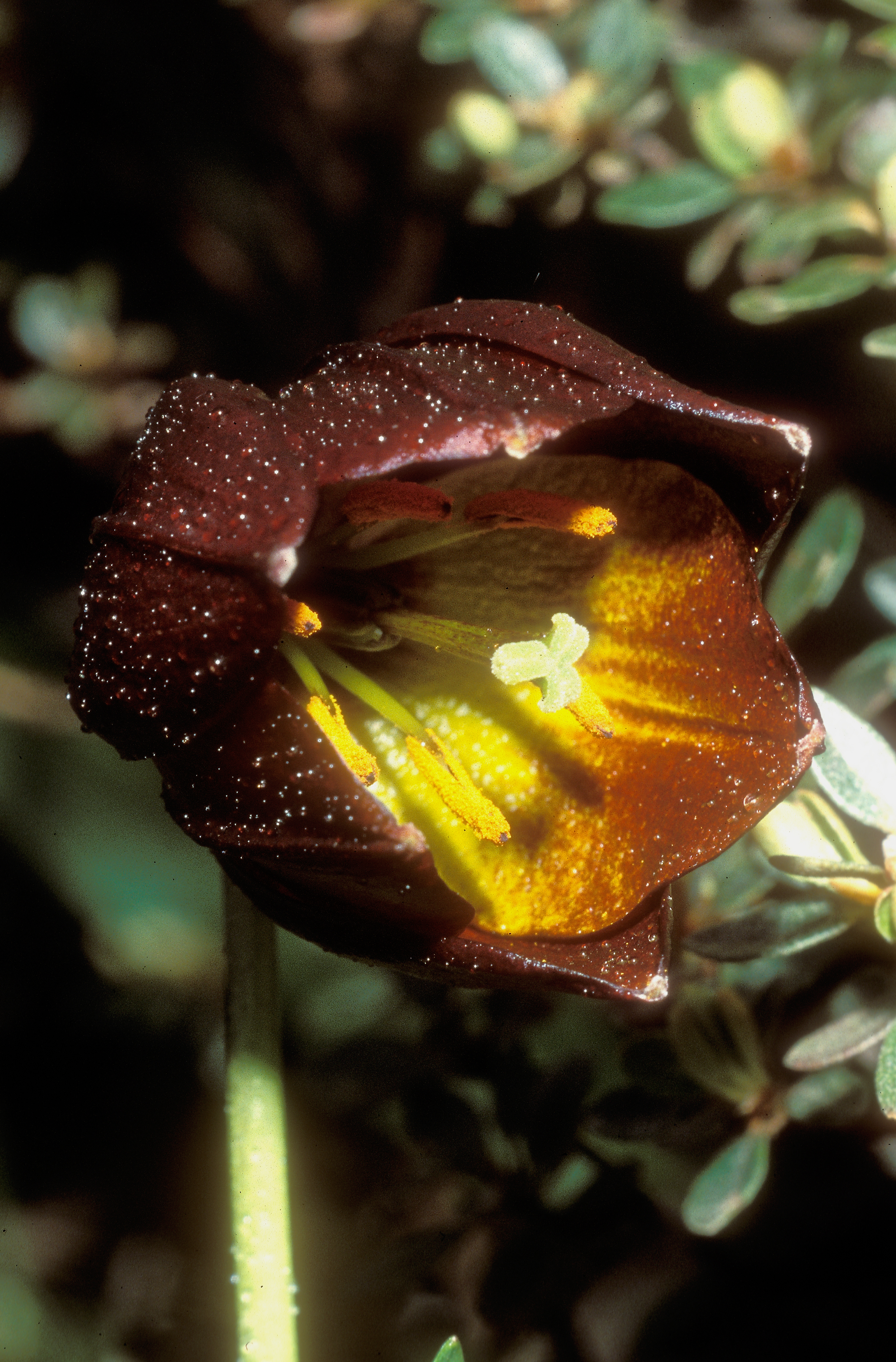
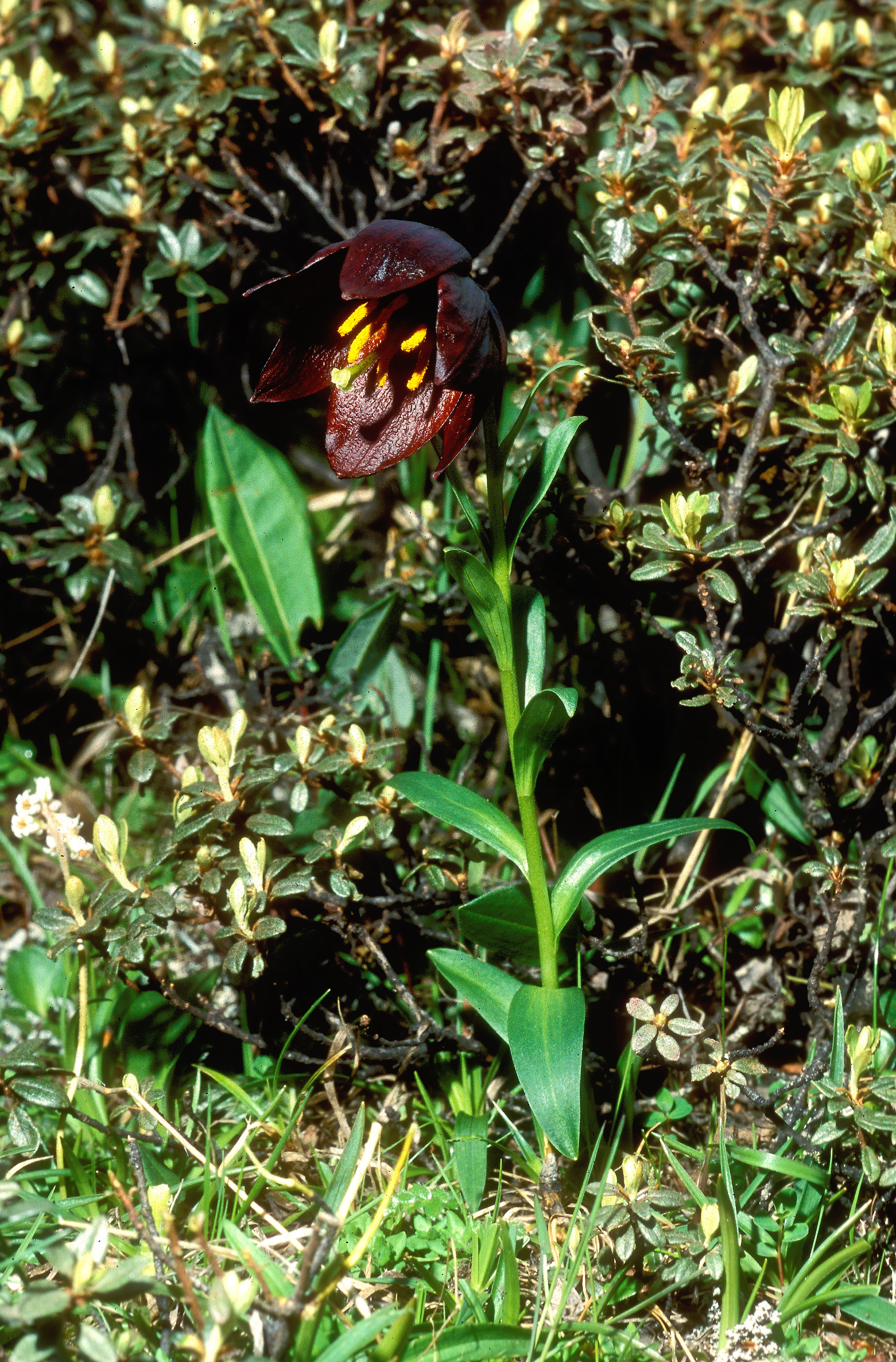
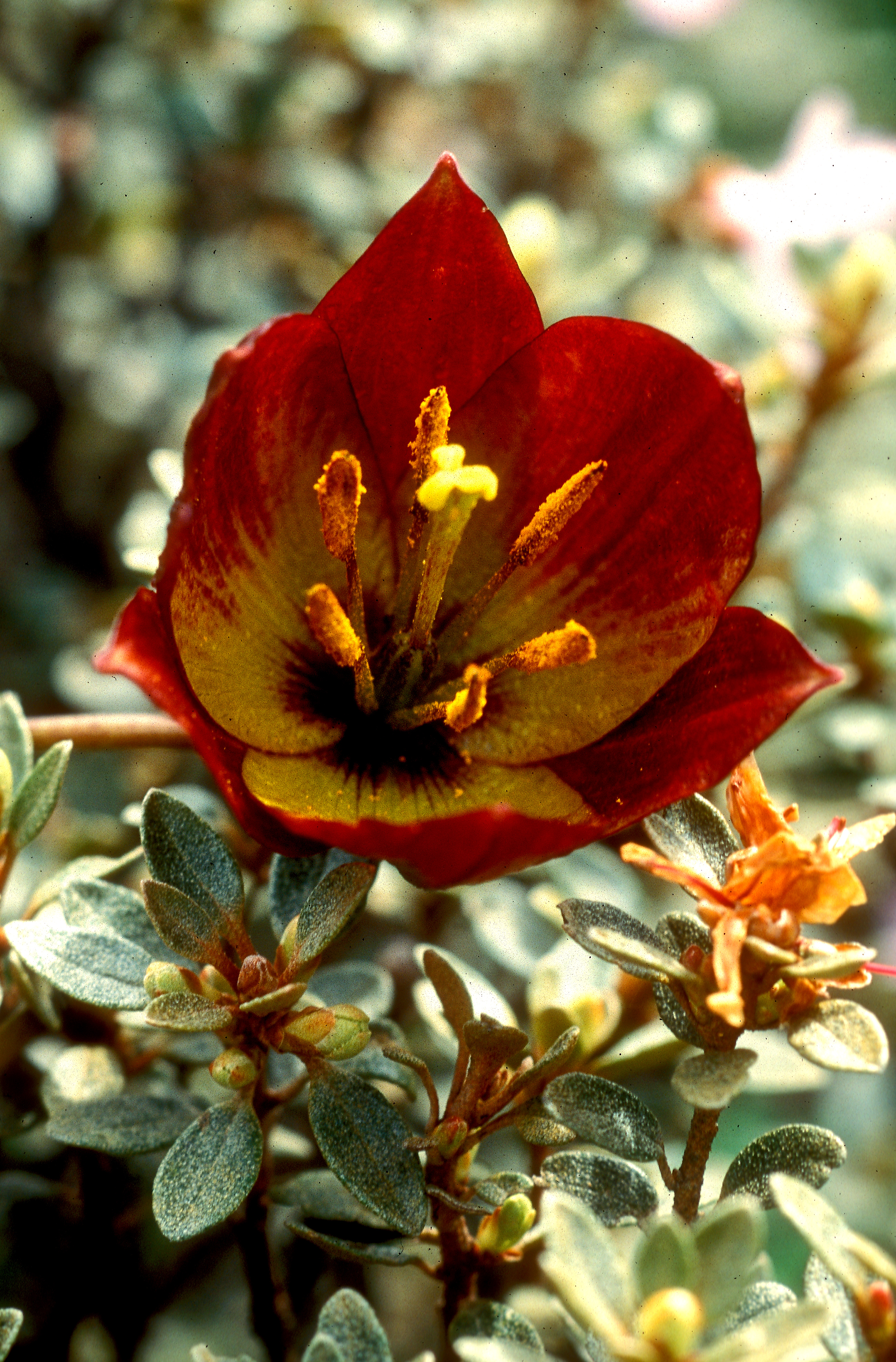
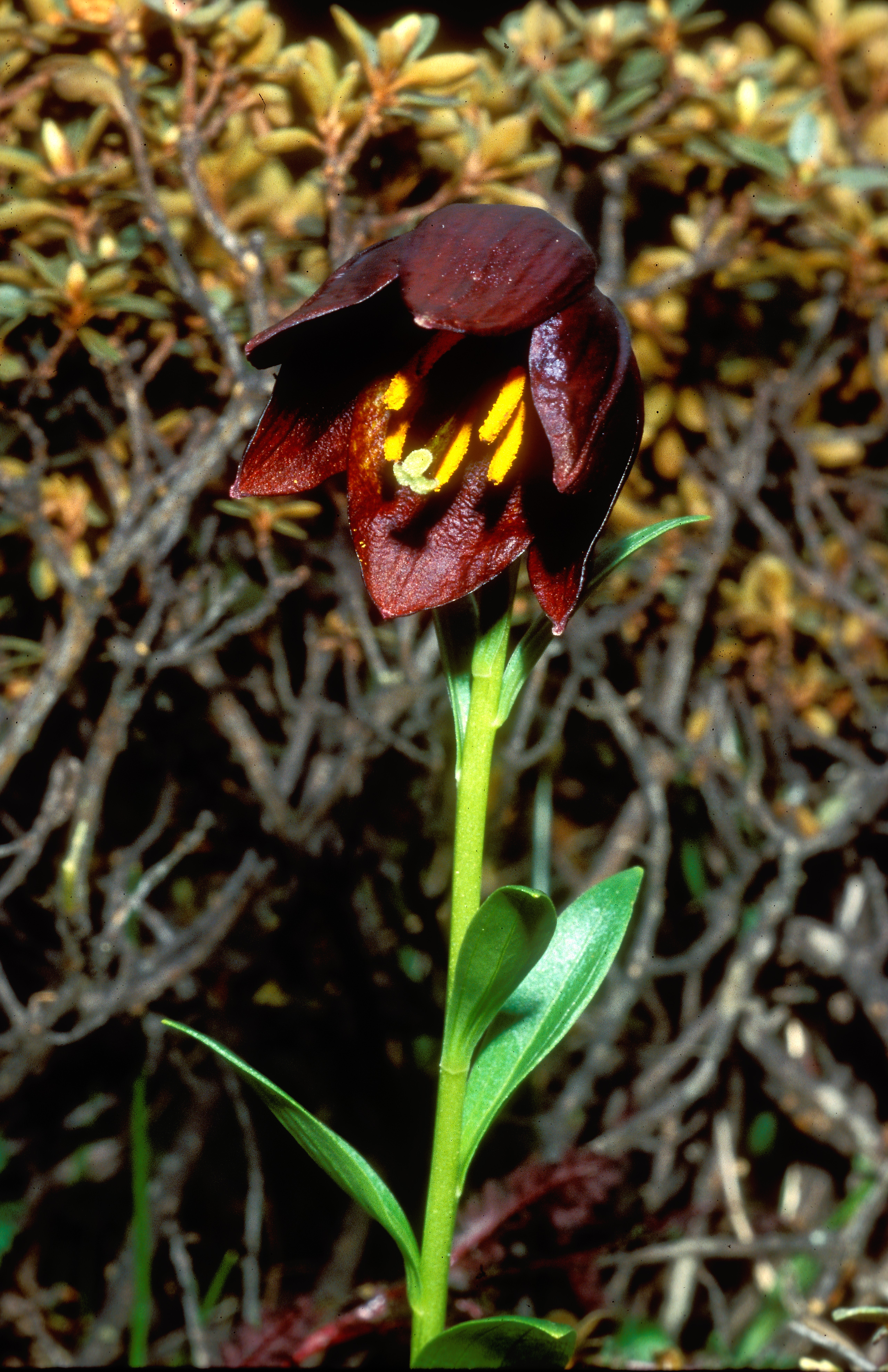
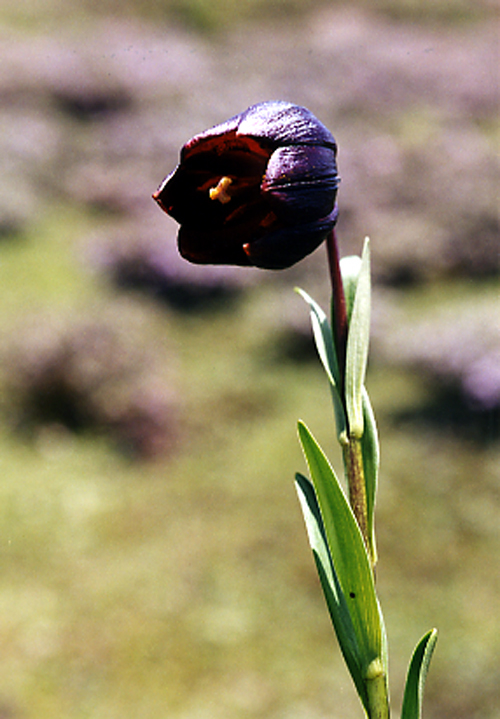
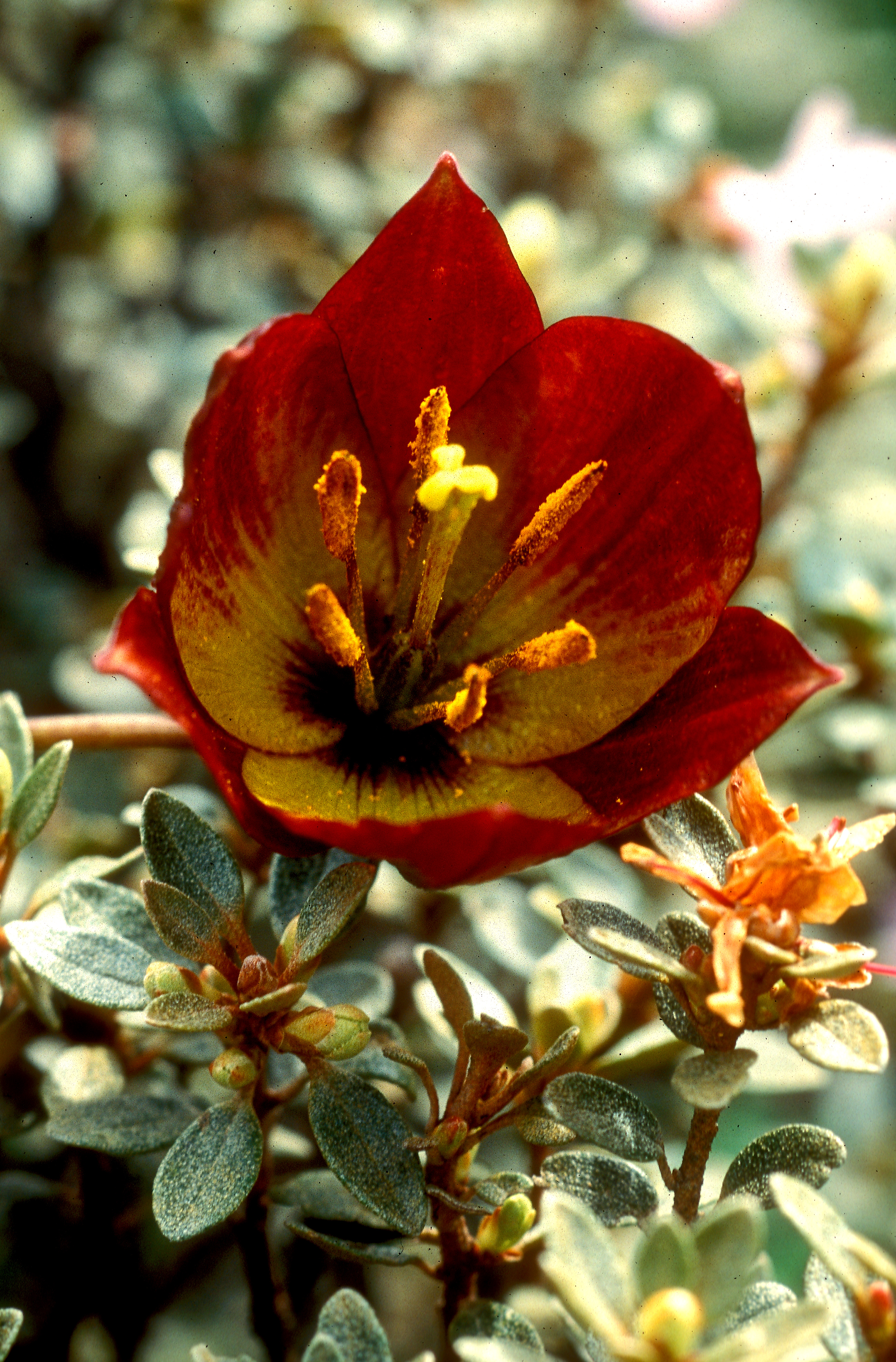